# Exit (دستور)

خط فرمان ویندوز

اکسیت (به انگلیسی: EXIT) یکی از دستورهای سیستم عامل داس و خط فرمان ویندوز است. با استفاده از این دستور می‌توان از برنامه Command Prompt خارج شد. کاربرد این دستور بیشتر در ساخت فایل‌های Batch است که باعث خروج از کامپایل (به انگلیسی: Compile) می‌شود

## استفاده در خط فرمان
این دستور به ساده‌ترین شکل خود در خط فرمان به کار می‌رود چون هیچ پارامتری ندارد.
EXIT